# Бурова щогла

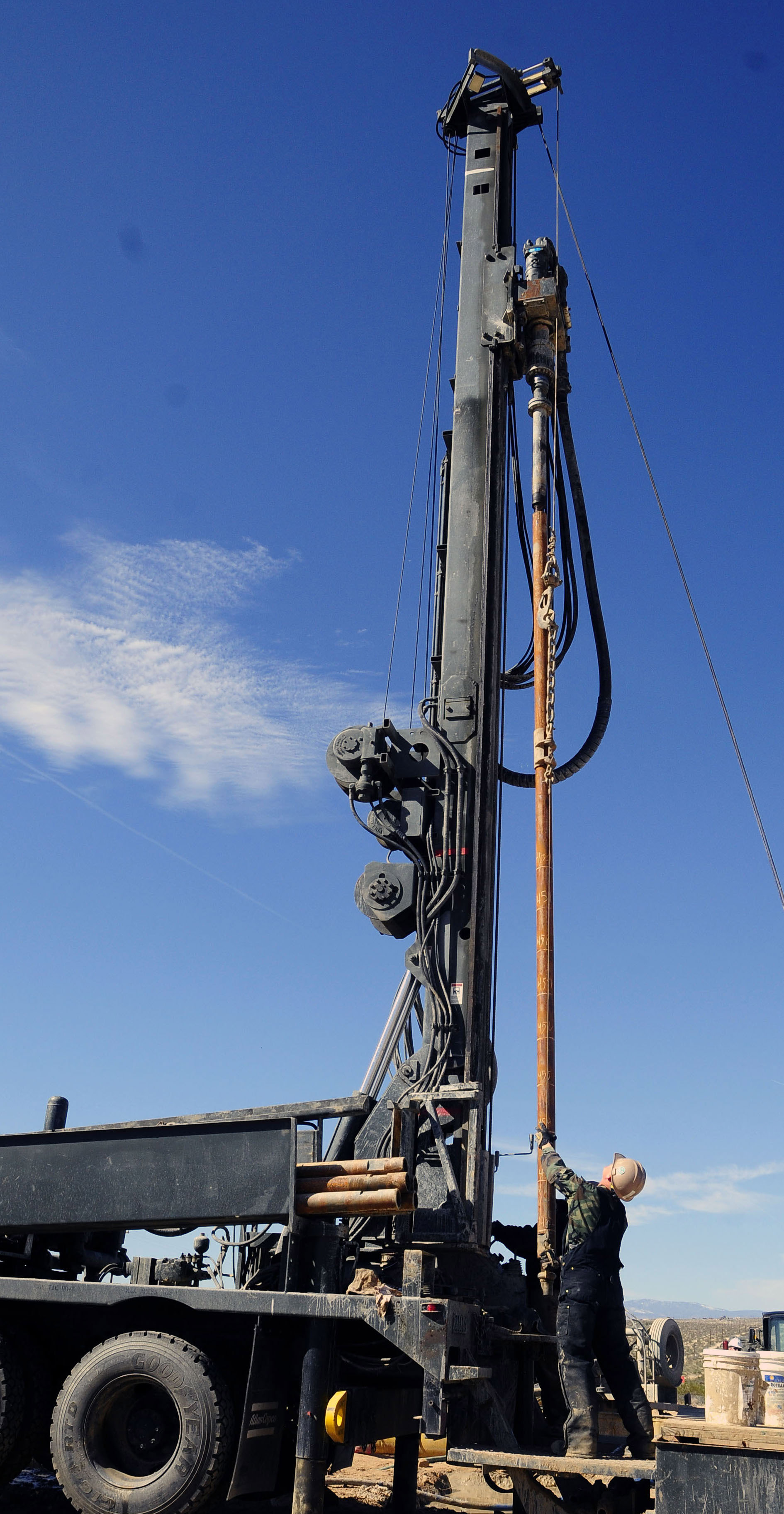
.

Бурова щогла (рос. мачта буровая, англ. drill mast, нім. Bohrmast m, Tiefbohrmast m) — споруда, що використовується для спуску і підйому бурового інструмента, вибійних двигунів, обсадних труб при бурінні свердловин г.ч. глибиною до 2 км. Складається з стовбура з кронблоком і основи, яка може бути продовженням стовбура або являти собою портал.

## Загальний опис
Розрізняють Щ.б. одностійкові з труб, площинні (А- або П-подібні) з труб або швелерів, а також просторової конструкції (ґратчасті призматичні, пірамідальні) з труб або «кутків», з ґратчастою або відкритою передньою гранню. Висота Щ.б. 4,5-25 м. Транспортують їх у зібраному вигляді. В самохідному буровому устаткуванні для зменшення поздовжніх розмірів застосовують конструкції, що складаються, або телескопічні конструкції Щ.б. Для піднімання і укладання стовбура в стан транспортування використовуються гідроциліндри, лебідки та інші допоміжні механізми.
На відміну від бурової вежі бурова щогла має не чотири, а одну або дві опори, що виконують також функції свічки-приймача і дозволяють бурити похилі свердловини за рахунок відхилення щогли від вертикалі.